# Autoroute 6 (Québec)
L'autoroute 6 (A-6) est un ancien projet routier visant la construction d'une autoroute entre Iberville et Farnham, en Montérégie, au Québec.

## Tracé
L'autoroute est prévue pour relier Iberville et Farnham dans une emprise ferroviaire excédentaire acquise du Central Vermont.

## Historique

### Planification
Une voie rapide permettant de relier Farnham au reste du réseau autoroutier est proposée vers 1969, et intégrée à la trame de numérotation établie en 1971,.

### Premiers travaux et abandon du projet
Les appels d'offres sont lancés en 1972 afin d'obtenir des soumissions pour ériger une première chaussée de l'autoroute entre le chemin Lebeau et la voie de contournement de Farnham. Les travaux pour la réalisation de ce tronçon de 1 mi (1,6 km) débutent en 1973-1974. 
Le ministère des Transports annonce en 1983 qu'il abandonne le projet d'autoroute. Il démarre alors une rétrocession d'une partie de l'emprise, tout en conservant 130 pieds (40 mètres) en prévision d'une éventuelle route à chaussée simple.

### Postérité

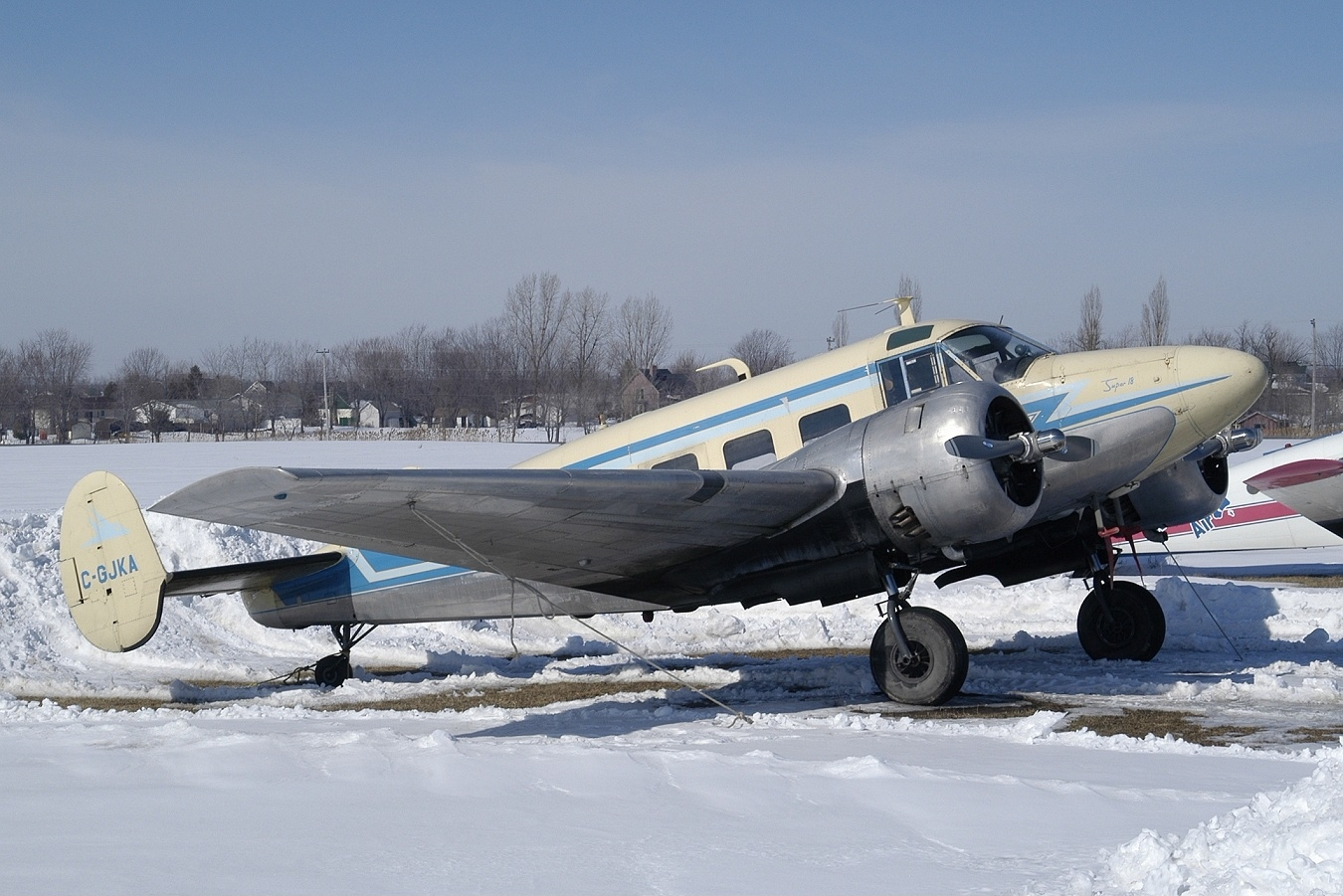
La chaussée du court tronçon réalisé est utilisée comme terrain d'aviation.

Une tentative de relance du projet routier est amorcée en 1992. L'année suivante, une voie cyclable est proposée afin de mettre en valeur l'emprise vacante, suscitant l'opposition d'une école de parachutisme utilisant la chaussée jamais terminée comme piste d'aviation.
La piste cyclable en site propre est tout de même construite, mais son tracé contourne le terrain d'aviation,.